# Istanbul Agop

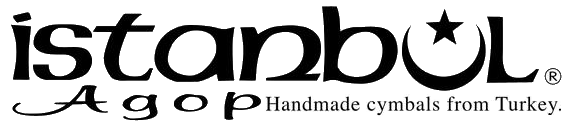
Logo

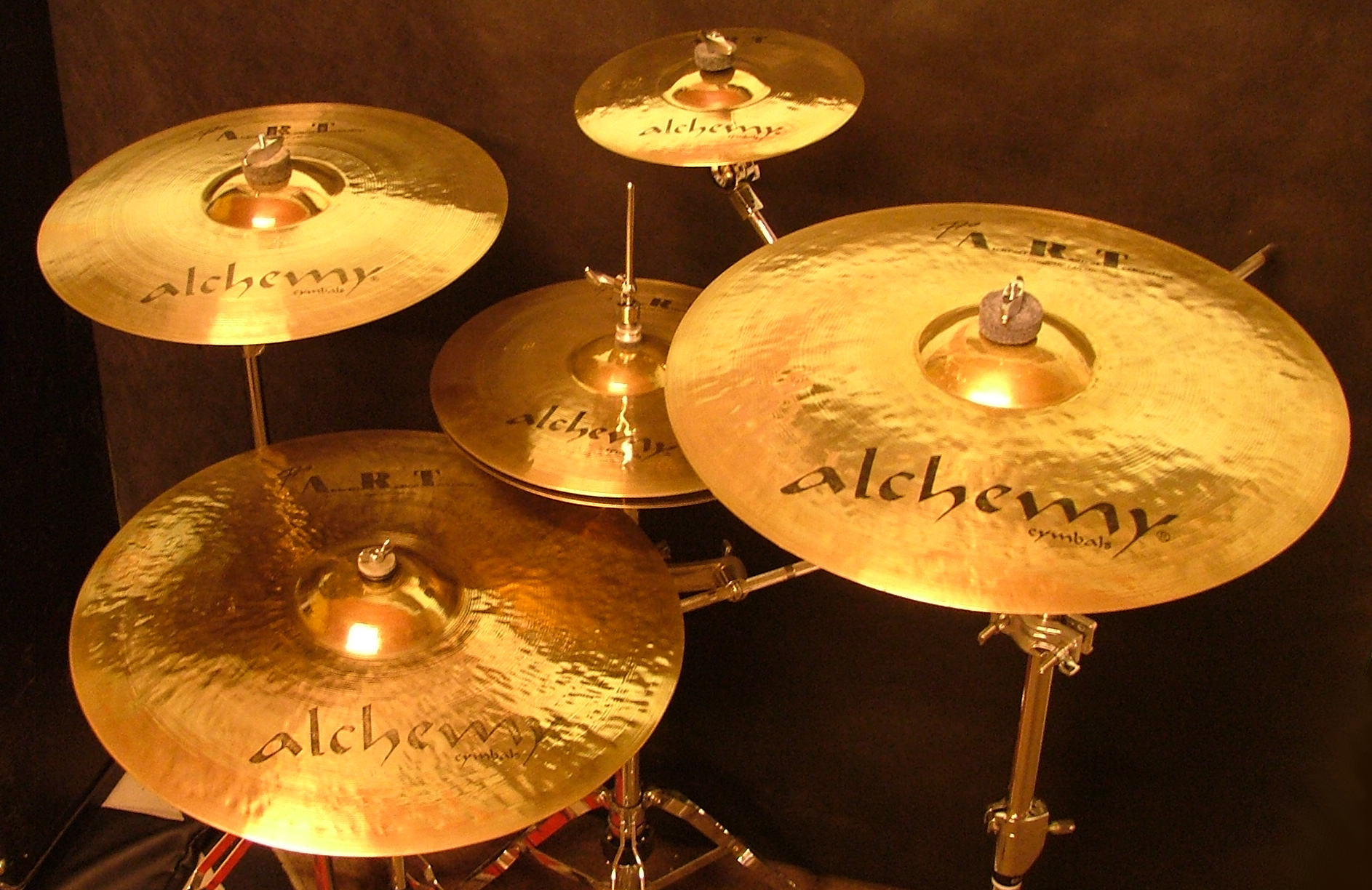
Zestaw talerzy Alchemy Pro Art.Od lewej Crash 16", Ride 20", Hihat 14", Splash 10", Crash 18"

Istanbul Agop – turecka firma wytwarzająca talerze perkusyjne, z siedzibą w Stambule. Firma wytwarza talerze, głównie ręcznie, z brązu B20, a także tańsze serie z brązu B8 i mosiądzu.

## Historia
W 1980 roku Mehmet Tamdeğer i Agop Tomurcuk założyli firmę Zilciler Kollektif Şti (pol. Kolektyw ludwisarzy), po ponad 30 letniej praktyce w produkcji talerzy perkusyjnych w zakładach produkcyjnych firmy Zildjian. W 1982 roku firma zmienia nazwę na Istanbul Cymbals i zaczyna eksportować swoje wyroby do USA. W 1996 roku zmarł Agop Tomorcuk, co doprowadziło do rozłamu w firmie. Z przedsiębiorstwa odeszli dwaj synowie Agopa, którzy otworzyli w 1997 roku własną działalność o nazwie Zilciler Company. Niedługo potem firma przyjęła nazwę Istanbul Agop. W 1998 roku firma zaprezentowała nową serię talerzy Alchemy, przeznaczoną głównie do muzyki rockowej i heavymetalowej – ze szklistym, ostrym brzmieniem, odróżniającym się od dotychczasowego charakteru produktów firmy. W roku 2004 firma otworzyła pierwsze biuro w USA w Los Angeles, w stanie Kalifornia.

## Produkty firmy

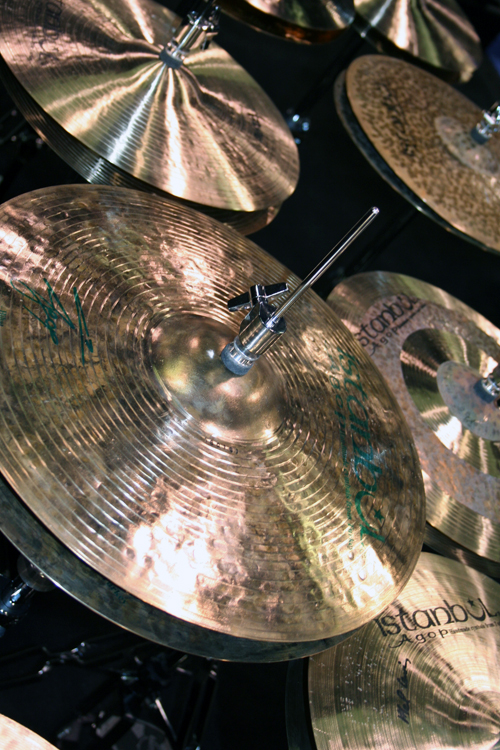
zestaw talerzy Istanbul Agop

### Serie talerzy ogólnoperkusyjnych
- Traditional (Brąz B20, obróbka ręczna)[2]
- Custom: Sultan, Vezir, Special Edition, Azure (Brąz B20, obróbka ręczna)[2]
- Signature – talerze sygnowane nazwiskami znanych perkusistów, m.in. Idris Muhammad, Cindy Blackmann (Brąz B20, obróbka ręczna)[2]
- Alchemy: Proffesional (B20, obróbka ręczna), A.R.T. (brąz B8, obróbka maszynowa), MS-X (mosiądz, obróbka maszynowa)[2]
- Xist – seria półprofesjonalna, zastąpiła serię Alchemy Pro A.R.T. (Brąz B20, obróbka ręczno-maszynowa)[2]

### Serie talerzy orkiestrowych
(Brąz B20, obróbka ręczna)
- Marching[2]
- Super Symphonic[2]
- Orchestra[2]
- Gong[2]